# Adetomyrma clarivida
Adetomyrma clarivida (del latín clarividus "clarividente", en referencia al gran tamaño de los ojos) es una especie de hormigas endémicas de Madagascar.
La especie fue descrita por Yoshimura y Fisher en 2012. Se conocen solo los machos. Las hormigas de esta especie son ciegas.